# تاکاشی یاماگوچی (بازیگر)
تاکاشی یاماگوچی (انگلیسی: Takashi Yamaguchi؛ زادهٔ ۱۹۷۴) بازیگر اهل ژاپن است.